# Juan Ignacio Arrieta Ochoa de Chinchetru
Juan Ignacio Arrieta Ochoa de Chinchetru (Vitória, Espanha, 10 de abril de 1951) é um bispo da Cúria da Igreja Católica Romana.
Juan Ignacio Arrieta Ochoa de Chinchetru foi ordenado sacerdote para a prelazia pessoal do Opus Dei em 23 de agosto de 1977. Possui doutorado em Direito Canônico e Direito Civil e lecionou na Universidade de Navarra, na Pontifícia Universidade da Santa Cruz e no Istituto di Diritto Canonico San Pio X, em Veneza. Ele é o editor fundador da revista "Ius Ecclesiae".
Papa Bento XVI nomeou-o em 15 de fevereiro de 2007 secretário do Pontifício Conselho para os Textos Legislativos. Em 12 de abril de 2008, o Papa Bento XVI o nomeou ao bispo titular de Civitate. Cardeal Secretário de Estado Tarcisio Cardeal Bertone SDB deu-lhe a consagração episcopal em 1º de maio de 2008; Os co-consagradores foram Agostino Cardeal Vallini e o Arcebispo da Curial Francesco Coccopalmerio. Em 26 de junho de 2013, o Papa Francisco o nomeou coordenador da Comissão de Inquérito do Istituto per le Opere di Religione (IOR). 